# Ковпачкові
Ковпачкові (Encalyptaceae) — родина мохів порядку Encalyptales. Він включає два роди; рід Bryobartramia, який раніше входив до цеї родини, тепер поміщений у власну.